# Паун Петронијевић
Паун Петронијевић (Рибашевина, 29. јун 1936 – Београд, 12. децембар 1962) био је српски песник.

## Биографија
Основну школу Паун је учио у Рибашевини а ниже разреде гимназије у Ужицу. Због болести није могао да настави школовање. Две године је радио као секретар основне школе у Рибашевини. Разболео се 1951. године и од тада се лечио на грудном одељењу Опште болнице у Ужицу, потом у санаторијуму у Кнез Селу и болници на Бежанијској коси у Београду. Преминуо је 12. августа 1962. године, у 26 години, од туберкулозе.

## Књижевни рад
Почео је да пише песме у шеснаестој години и прву песму објавио је 1953. године у ужичким “Вестима”. Објављивао је и у другим листовима “Омладини”, “Задрузи”, “Црвеној звезди”, “Јединству”, “Стремљењима”, “Браничеву” и “Листу младих”. Пред смрт, његови пријатељи Милан и Милојко Ђоковић (уз избор Добрице Ерића) објавили су му прву збирку песама “Пастир тражи дно неба” (1962).Од објављивања прве збирке до појаве избора његове поезије у књизи “Добро лето” (1974) прошло је тринаест година. Тада је на предлог председника КПЗ општине Ужице, Тодора Тоше Ђурића, установљена књижевна манифестација “Одзиви Пауну”. “Паунова награда”(за најбољу књигу објављену у текућој години) као и “Плакета Паун Петронијевић”(за укупан књижевни рад)установљена је 1998. године.
Издавачка радионица "Свитак" (Пожега) од 2013. године додељује се књижевно признање "Пауново писмо".
Паун је био члан Дописног клуба за књигу и књижевност на селу Србије у Београду. Сматран је припадником круга песника сељака и био је један од његових најмаркантнијих фигура.
О њему је писано у “Прегледу књижевности ужичког краја” (1991) који је приредио Милутин Пашић, “Биографском лексикону Златиборског округа” (2006), “С оне стране дуге: српско песништво за децу и младе од Захарија Орфелина до Љубивоја Ршумовића” (2006) које је приредио Перо Зубац.
Заступљен је у више зборника и антологија. О његовој поезији писали су: Љубивоје Ршумовић, Радомир Андрић, Добрица Ерић, др Драгиша Витошевић, др Миленко Мисаиловић, др Драгољуб Зорић, др Милутин Пашић, Срба Игњатовић, Милутин –Лујо Данојлић, Милијан Деспотовић, Перо Зубац и многи други.
Превођен је на италијански, шпански, руски, француски, бугарски, јерменски и пољски језик.

## Награде
Паун Петронијевић је добитник “Змајеве награде” за поезију (1954 и 1956).

## Дела
Збирке поезије
- Пастир тражи дно неба (1962)
- Добро лето (1974)
- Велико јутро (1987)
- Гласом бистре воде - хаику (1993)
- Крв петељке - хаику (1993)
- Пребело једро (2006)
- Стан мога вида (2007)
- Истргнут клас (2008)
- Оглас за душу (2010)
- Руком беле тајне (2011)
- Крајњем свемиру журим (2012)
- Дно неба тражим (2014)
- Дечак птица (2016)
- Није последња (2017)
- Свет белог бола  (2020)
- Ничег изван јаве (2021)
- Бљесак у језику (2022)

```
СТУДИЈЕ О ПАУНУ
```

- Радивоје Пантић: "Једноставно Паун",студија о поезији Пауна Петронијевића, Свитак, Пожега, 2016.
- Др Милован Гочманац: Стилски преплети метафоре и природе, студија о поезији Пауна Петронијевића, Алма, Београд, 2021.